# Bihari János Táncegyüttes
A Bihari János Táncegyüttes egy nagy múltú, folklór alapú táncegyüttes Budapesten. Névadója Bihari János zeneszerző és hegedűművész.

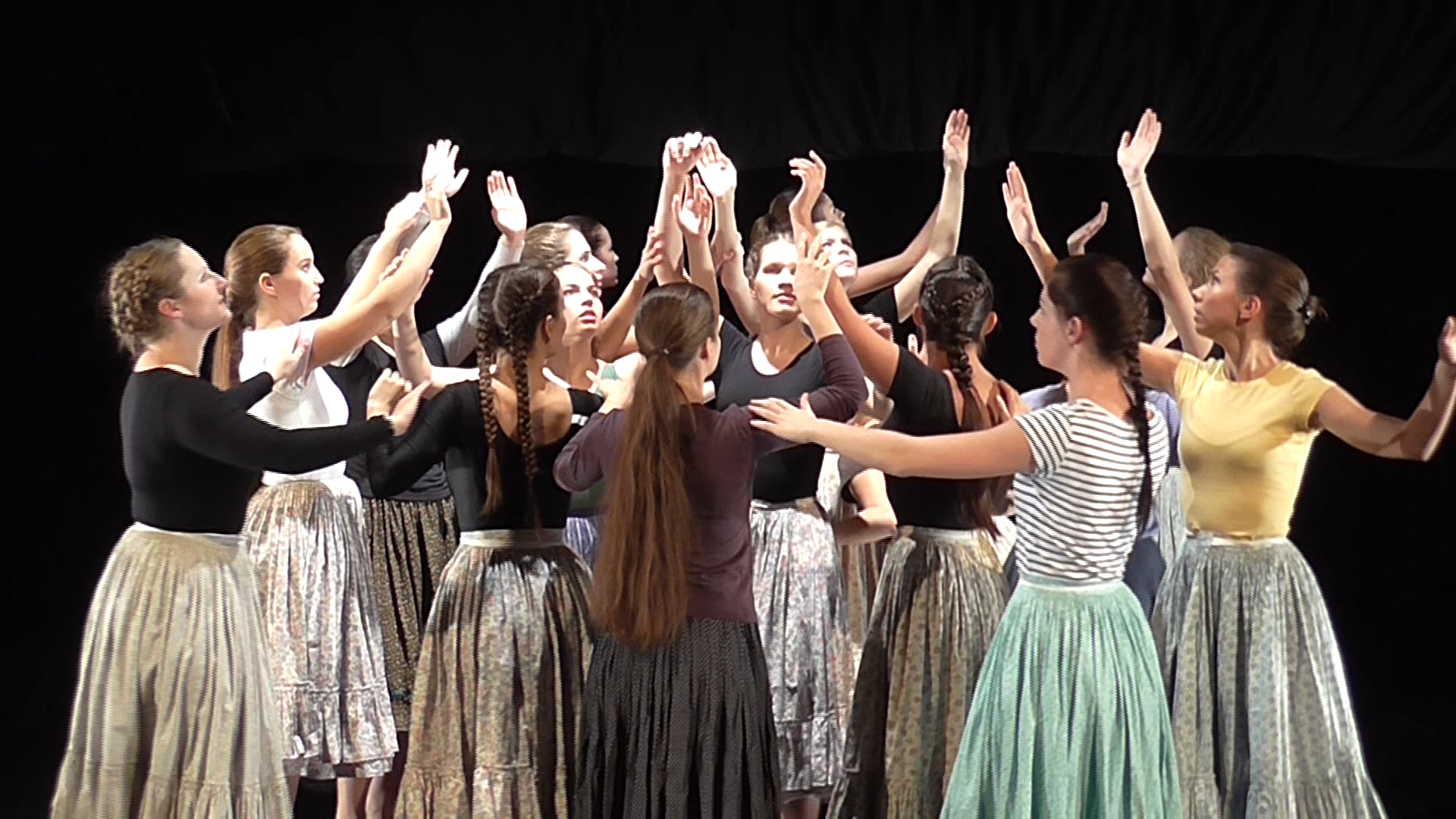
Pillanat Horváth Zsófia Játék című darabjának próbájából a Bethlen Téri Színházban 2015 novemberében

## Történet
Az együttest Novák Ferenc alapította 1954-ben. Húszan-huszonketten kezdték, ma gyerekcsoportjaikkal 250 tagot számlál a Bihari.  Székhelye, próbaterme Budapest 7. kerületében található.

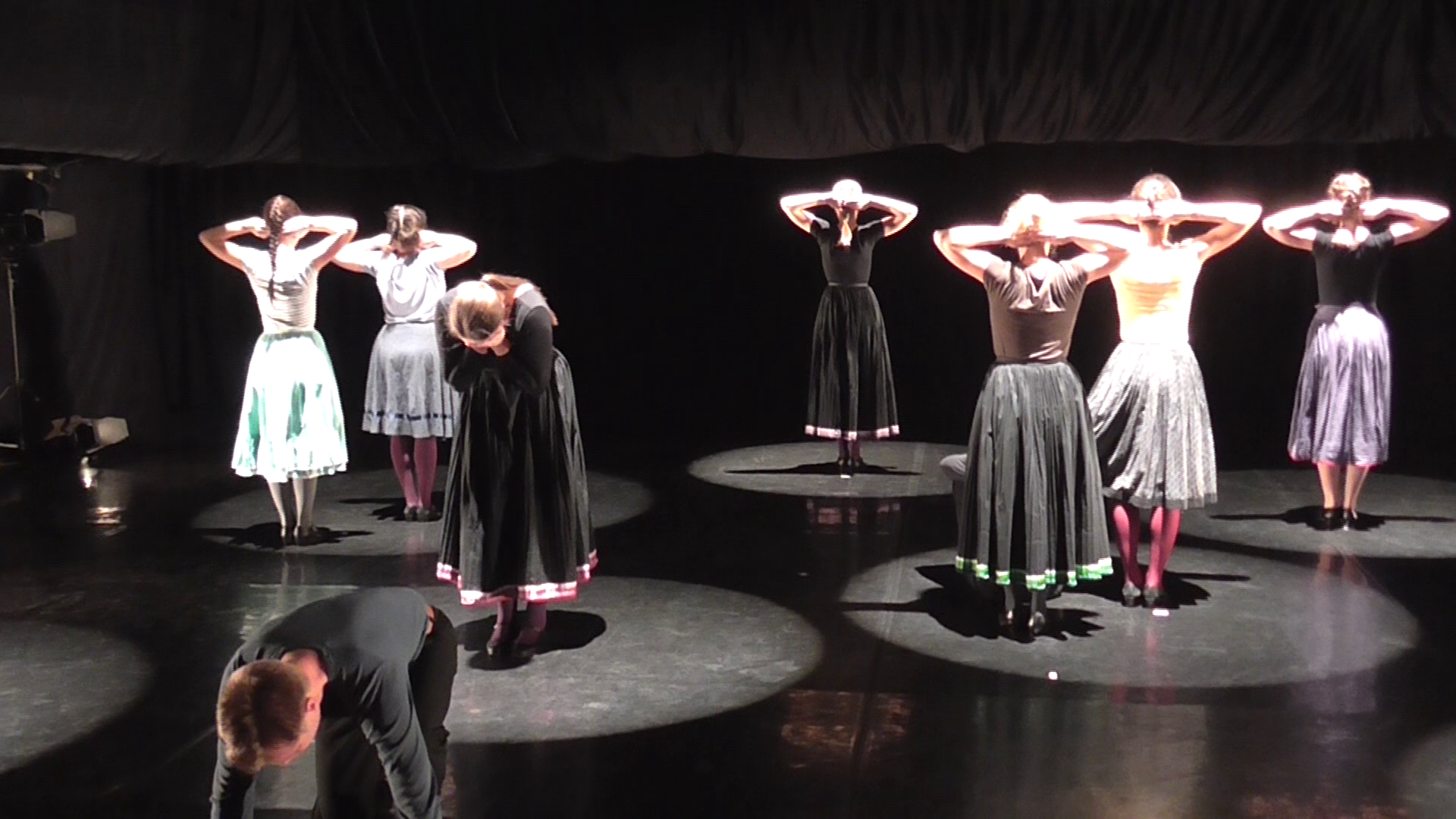
Györgyfalvay Katalin Bújócska című rendezéséből a Bethlen Téri Színházban 2015 novemberében

Az elmúlt 60 évben számos hazai és külföldi fesztivál nagydíját nyerte meg az együttes, bejárta Európát, s Algériába, Kanadába, Kínába, Kubába, Indiába, Mexikóba, s Thaiföldre is eljutott. 2012 decemberében a Bihari megkapta a Prima Primissima díjat.
Az együttesben táncolt, s alkot, a már említett Novák Ferencen kívül a szintén Kossuth-díjas Foltin Jolán. Az együttes nyitott műhely, Foltin Jolán és Novák Ferenc művei mellett jó néhány koreográfus alkotásait életben tartja, bemutatja. A koreográfusok több generációja megfordult, megfordul próbatermeinkben.

## Díjak

### Nemzetközi díjak a 60-as években
- 1960. Dijon Őszi Nemzetközi Fesztivál - nagydíj
- 1965. Dijon Őszi Nemzetközi Fesztivál - Charles Cros Akadémia nagydíja
- 1966. Isztambul Nemzetközi Folklórverseny - 1. és 3. díj

### Legutóbbi hazai elismerések
- 2019. Szolnok XXV. Szolnoki Országos Néptáncfesztivál

- Együttesi I. díj
- 2014. Zalaegerszeg XXVI. Zalai Kamaratánc Fesztivál

- Együttesi Nívódíj
- 1. fokozatú koreográfiai nívódíj táncszínház kategóriában: Juhász Zsolt: Találkozások, in memoriam Gy. K.
- Zenei Nívódíj: Szokolay Dongó Balázs: Találkozások, in memoriam Gy. K.
- 2011. Szolnok XXI. Szolnoki Országos Néptáncfesztivál

- Koreográfiai első díj: Horváth Zsófia: Játék
- Zenei első díj: Horváth Zsófia
- Zenekari első díj: Soos Csabi
- Együttesi harmadik díj
- Legjobb női tánckar
- Legjobb női táncos: Prohászka Ági 

## Turnék
- 2019: Szerbia (Obrenovac)
- 2018: Portugália (Portó)
- 2017: Olaszország
- 2016: Kína (Peking, Xian)
- 2014: Törökország (Isztambul)
- 2013: Lengyelország (Strzegom)